# 채팅

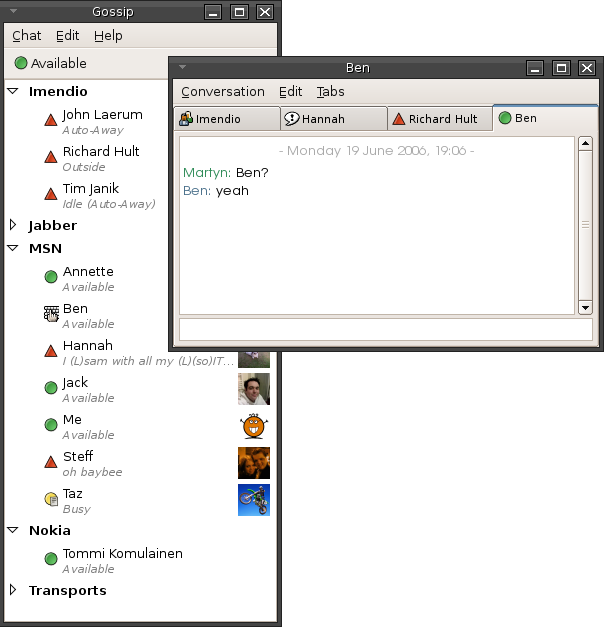
일반적인 온라인 채팅 프로그램에서 왼쪽의 창은 연락처 목록을 표시하고 있으며 오른쪽의 창은 사용자와 연락처 내 인물 중 한 명과 대화를 나누고 있는 모습을 보여주고 있다.

채팅(chatting)은 네트워크에서 두 명 이상의 사용자가 실시간으로 글을 주고받는 행동을 말한다. 채팅은 본래 PC통신 때부터 즐겨 쓰던 방법으로, 대화방으로 사용자들이 들어와 이야기를 하는 방식이 있다. 최근에는 인터넷과 웹캠의 발달로 음성 채팅 및 화상 채팅 등의 새로운 기술이 널리 퍼졌다. 또한, 대화방을 사용하지 않는 간편한 인스턴트 메신저도 널리 쓰인다.

## 개요
사람들이 직접 만나서 나누는 대화와 같이 인터넷이나 온라인서비스에 접속한 이용자끼리 서로 메시지를 입력해서 주고받는데, 이런 개인적인 대화를 위한 통신망을 대화방이라고 부른다. 온라인 서비스, 즉 PC통신으로 하는 채팅은 주로 국내에서 한정되지만 인터넷으로 하는 채팅은 전 세계 어디에 있는 사람이라도 인터넷에 연결되어 있으면 온라인으로 대화가 가능하다. 인터넷에는 대화방 채널이 많이 있다. 어떤 대화방은 어린이끼리만 있고, 또 어떤 곳은 같은 취미를 가진 사람끼리 이야기를 한다. 우리말을 사용하는 곳도 프랑스어, 일본어 등을 사용하는 곳도 있지만 대분분의 대화방은 영어를 사용한다.

## 역사
최초의 온라인 채팅 시스템은 1973년 일리노이 대학교의 플라토 시스템에서 Doug Brown과 David R. Woolley에 의해 개발되었다.

## 소프트웨어, 프로토콜
|  | - AOL 인스턴트 메신저 (AIM) - 캠프로그 (Camfrog) - 가두-가두 - 구글 토크 - ICQ - 카카오 - 인터넷 릴레이 챗 - Jabber (XMPP) - 머드 게임 |  | - MUSH - 텐센트 QQ - 스카이프 - Talk - TeamSpeak (TS) - 윈도우 라이브 메신저 - 야후! 메신저 - 네이트온 메신저 |

여러 개의 프로토콜을 지원하는 채팅 프로그램:
- Adium
- 피진 (소프트웨어)
- Quiet Internet Pager (QIP)

## 같이 보기
- 인터넷 릴레이 챗